# This Charming Man
This Charming Man — пісня британського рок-гурту The Smiths написана гітаристом Джонні Маромм та вокалістом Морріссі. Випущена другим синглом гурту в жовтні 1983 року на інді-лейблі Rough Trade Records.
Визначними характеристиками треку є притаманне звучання дженгл-поп гітарних рифів Марра і багатогранна лірика Морріссі, яка обертається навколо типових для the Smiths тем сексуальності і хоті[прояснити].